# تگرگ و آفتاب
تگرگ و آفتاب فیلمی به کارگردانی، نویسندگی و تهیه‌کنندگی رضا کریمی ساخته سال ۱۳۹۳ است.
در فیلم تگرگ و آفتاب یحیی که رزمنده جوانی است و برای یک مرخصی چند روزه به شهر آمده ناخواسته در موقعیتی خاص قرار می‌گیرد و تردید در اینکه در شهر بماند یا دوباره به منطقه برگردد و...

## بازیگران
| بازیگر          | نقش        |
| کسری عزیزا      | یحیی هادوی |
| پریوش نظریه     | مادر گلی   |
| جواد عزتی       | ناصر       |
| اصغر همت        | پدر یحیی   |
| مهران احمدی     | رستم       |
| سحر قریشی       | نسرین      |
| پیام دهکردی     | واثقی      |
| زهرا سعیدی      | مادر یحیی  |
| ناهید مسلمی     | مادر ناصر  |
| پردیس احمدیه    | گلی        |
| علی اصغر کردبچه | محضردار    |